# برزیل (فیلم ۱۹۸۵)
برزیل (به انگلیسی: Brazil) فیلمی بریتانیایی به کارگردانی تری گیلیام با بازی رابرت دنیرو محصول سال ۱۹۸۵ است. این فیلم با اینکه در اروپا با موفقیت روبرو شد اما در آغاز در آمریکای شمالی موفقیتی چندانی کسب نکرد. این اثر به فیلمی کالت تبدیل گشته‌است. جک متیوز، منتقد و نویسندهٔ نبرد برزیل، فیلم را این‌گونه توصیف می‌کند: «این فیلم دنیای صنعتی دیوان‌سالارانه و بسیار ناکارآمدی که گیلیام را در تمام طول عمرش دیوانه می‌کرده‌است، به سخره می‌گیرد.»

## توضیحات
این فیلم حول شخصیت «سَم لوری» می‌چرخد، یک کارمند دون‌پایه بوروکرات که در جهانی دیستوپیایی زندگی می‌کند؛ جهانی که در آن وابستگی افراطی به ماشین‌های بدتعمیر و عجیب وجود دارد و مجرمان موظف به پرداخت هزینه‌های بازجویی تحت شکنجه هستند. در این میان، سم که در شغلی کسالت‌بار مشغول است و در آپارتمانی کوچک زندگی می‌کند، سعی می‌کند زنی را که در رؤیاهایش ظاهر می‌شود پیدا کند.
درونمایه‌های فیلم:
- هجو تکنوکراسی و بوروکراسی بیمارگونه
- نقد نظارت همه‌جانبه و سرمایه‌داری دولتی
- تشابهات با دنیای رمان «۱۹۸۴» جورج اورول
- توصیف شده به عنوان اثری «کافکایی» و آبسورد

عنوان فیلم:
- ارتباطی با کشور برزیل ندارد
- اشاره به ترانه مکرر «آquarela do Brasil» اثر آری باروزو دارد
- نسخه اجراشده توسط جف مولدور برای مخاطبان بریتانیایی به سادگی «برزیل» نامیده می‌شد
موقعیت سینمایی:
- با وجود موفقیت در اروپا، در ابتدا در آمریکای شمالی ناموفق بود
- به مرور به یک فیلم کالت تبدیل شد
- رتبه ۵۴ در لیست بهترین فیلم‌های بریتانیایی تمام ادوار از نظر BFI (۱۹۹۹)
- رتبه ۲۴ در نظرسنجی مجله تایم‌اوت از ۱۵۰ سینماگر در سال ۲۰۱۷
تحلیل منتقدان:
- سارا استریت در «سینمای ملی بریتانیا» (۱۹۹۷): «هجوی فانتزی بر جامعه بوروکراتیک»
- جان اسکالزی در «راهنمای rough guide به فیلم‌های علمی-تخیلی» (۲۰۰۵): «هجوی دیستوپیایی»
- جک متیوز در «نبرد برزیل» (۱۹۸۷): «هجو دنیای صنعتی بوروکراتیک و ناکارآمدی که همیشه گیلیام را عصبانی می‌کرد»

## داستان
سم لوری یک کارمند دون‌پایه دولتی است که در آینده‌ای دیستوپیایی، آلوده، بیش از حد مصرف‌گرا، خودخواه، بوروکراتیک و تمامیت‌خواه که بر اساس عناصر قرن بیستم ساخته شده است، مرتباً خود را در خواب به عنوان یک جنگجوی بالدار می‌بیند که در حال نجات دوشیزه‌ای در شرایط بحرانی است. روزی، کمی قبل از کریسمس، حشره‌ای در دستگاه چاپ تله‌پرینتر گیر می‌کند و نسخه‌ای از حکم دستگیری که دریافت کرده را اشتباه چاپ می‌کند. این امر منجر به دستگیری و مرگ آرچیبالد باتل، کفاش، در حین بازجویی به جای آرچیبالد تاتل، مظنون به تروریسم، می‌شود.